# Lill-Svarttjärnen (Alsens socken, Jämtland)
Lill-Svarttjärnen är en sjö i Krokoms kommun i Jämtland och ingår i Indalsälvens huvudavrinningsområde.